# Среднеикорецкой больницы
Среднеикорецкой больницы — посёлок в Лискинском районе Воронежской области.
Входит в состав Среднеикорецкого сельского поселения.
Численность населения на 1 января 2011 года — 26 человек.

## География
Расстояние до центра сельского поселения — 3 км.